# Bouclier scandinave

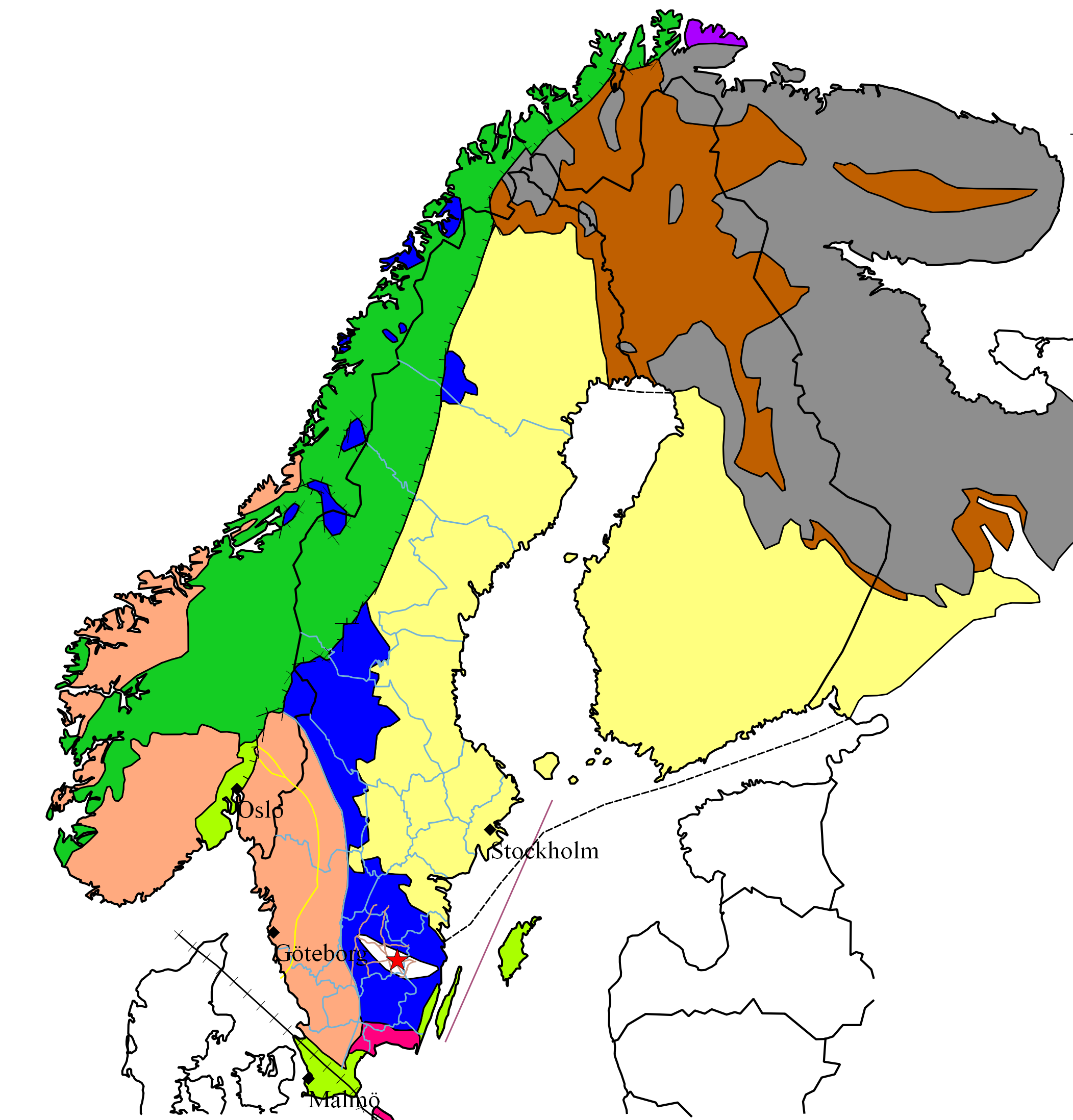
Principales divisions du bouclier scandinave.

Le bouclier scandinave, bouclier baltique ou bouclier fennoscandien est un bouclier majoritairement granitique couvrant la Fennoscandie, les pays baltes et le nord-ouest de la Russie. Il est issu du paléocontinent Baltica.
Ce bouclier est caractérisé par une bordure ouest relevée au niveau des Alpes scandinaves et par une large dépression centrale occupée par la mer Baltique et son bassin versant résultant de l'enfoncement de la croûte terrestre sous le poids de la calotte glaciaire présente sur la totalité du bouclier lors de la glaciation de Würm. Les paysages du bouclier sont marqués par le passage des glaciers avec un grand nombre de fjords, d'îles, de lacs, de moraines, de blocs erratiques, etc. Le bouclier scandinave est une des régions du globe les plus soumises au rebond isostatique qui entraîne un gain d'altitude de l'ensemble des terrains du bouclier et notamment les fonds et les côtes de la mer Baltique.
Le bouclier est subdivisé en plusieurs provinces géologiques :
- Calédonides composant les Alpes scandinaves ;
- gneiss du sud-ouest déformés et entaillés par le rift d'Oslo dans le sud de la Norvège et le sud-ouest de la Suède ;
- province ignée transcandinave dans le sud de la Suède ;
- province svecofennienne sur le pourtour de la mer Baltique ;
- province archéenne dans la péninsule de Kola et la Carélie.

Le bouclier scandinave fait partie du continent européen depuis sa désolidarisation avec le continent américain et son rattachement aux autres cratons eurasiens.